# Гебхард I фон Плайн
Гебхард I фон Плайн (на немски: Gebhard I von Plain (Pleyen); * 1170; † 10 октомври или 11 октомври 1232, Рим) е от 1222 до 1232 г. епископ на Пасау.

## Произход и управление
Той е вторият син на граф Луитполд фон Плайн-Хардег († ок. 17 юни 1193) и графиня Ида фон Бургхаузен († 20 януари 1210), дъщеря на граф Гебхард I фон Бургхаузен († сл. 4 декември 1163) и маркграфиня София фон Майсен († сл. 16 април 1190). Роднина е на Конрад IV фон Фронтенхаузен, епископ на Регенсбург (1204 – 1226).
Гебхард I фон Плайн е домхер в Пасау и на 18 юни 1210 г. получава енорията Графенвьорт в Долна Австрия. През март 1222 г. той е избран за епископ на Пасау, при което голяма роля играе роднинската му връзка с династията Щауфен. Той провежда строга политика, което води до конфликти с манастирите, които желаят независимост от епископа.
На 17 март 1225 г. Гебхард получава първото право на град на Пасау. Той построява къщата на градския съд и уголемява града. През 1229 г. Гебхард прави посещения на манастирите по нареждане на папа Григорий IX и екскомуницира около 40 абати, пропсти и свещеници от диоцезата си. През 1232 г. папата и императора са в конфликжт и Гебхард стои на страната на папата – катедралният капител симпатизира обаче на императора. Той напуска Пасау и отива в Рим, където умира на 11 октомври 1232 г.